# Nefi Cordeiro
Nefi Cordeiro (Curitiba, 18 de outubro de 1963) é um jurista, professor e ex-magistrado brasileiro. Foi ministro do  Superior Tribunal de Justiça (STJ) 2014 a 2021 e lecionou direito penal e direito processual penal em universidades no Paraná e no Distrito Federal. Atualmente é advogado.

## Carreira
Nefi Cordeiro é bacharel em Segurança Pública (oficial da Polícia Militar) formado pela Academia Policial Militar do Guatupê (1983), bacharel em direito pela Faculdade de Direito de Curitiba, atual Centro Universitário Curitiba (1988), além de mestre (1995) e doutor (2000) em direito pela Universidade Federal do Paraná. Também é bacharel em engenharia civil (1998) pela Pontifícia Universidade Católica do Paraná.
Na carreira de policial militar, chegou à patente de capitão. Na carreira jurídica, foi inicialmente promotor de Justiça do Ministério Público do Estado do Paraná (1989-1990) e juiz de direito do Tribunal de Justiça do Paraná (1990-1992) antes de ingressar na magistratura federal como juiz federal em 1992, sendo promovido ao Tribunal Regional Federal da 4ª Região em 2002.
Foi professor substituto de Direito Penal da Universidade Federal do Paraná (1994-1995), professor titular de Direito Penal e Processo Penal da Pontifícia Universidade Católica do Paraná (1995-2003) e professor adjunto das mesmas disciplinas na Universidade Tuiuti do Paraná (1999-2014).
Também lecionou na Universidade Católica de Brasília, no Instituto de Educação Superior de Brasília e no Instituto Brasileiro de Ensino, Desenvolvimento e Pesquisa.
Em 2009 recebeu a Medalha do Pacificador e em 2011 a Ordem do Mérito Militar, ambas honrarias dadas pelas Forças Armadas. No ano de 2015 recebeu a Medalha Coronel Sarmento, honraria concedida pelo Chefe do poder Executivo do Paraná, mediante solicitação do Comandante Geral da Polícia Militar do Paraná.
Em 2014, foi nomeado ministro do Superior Tribunal de Justiça pela Presidente da República Dilma Rousseff, em vaga destinada a membro de Tribunal Regional Federal.
Aposentou-se voluntariamente em 11 de março de 2021, aos cinquenta e sete anos. Seu pedido de aposentadoria causou surpresa no meio jurídico, uma vez que ainda poderia permanecer no tribunal até 2038, quando completasse a idade limite do serviço público, de setenta e cinco anos.

## Histórico de Habeas corpus
Em junho de 2016, numa decisão monocrática, foi o responsável pelo deferimento de um habeas corpus aos policiais envolvidos na morte de cinco rapazes, que haviam sido alvejados por ao menos 63 tiros, sendo um dos policiais também acusado de fraude processual por ter plantado uma arma no local do crime, o qual ficou conhecido como Chacina de Costa Barros. Na ocasião, o ministro considerou não existir fundamentação sequer mínima no decreto de prisão do juiz de primeira instância. Mesmo soltando os policiais, Nefi Cordeiro alertou que poderia o juiz decidir se era necessária a prisão em nova decisão, desde que propriamente fundamentada. E assim fez o juiz Daniel Werneck Cotta, que em 3 de agosto de 2016 novamente decretou a prisão dos policiais. Novo habeas corpus foi impetrado no Superior Tribunal de Justiça. Desta vez,  Nefi Cordeiro afirmou que a decisão vinha fundamentada e negou a liminar de soltura, mantendo os policiais na cadeia. No dia 7 de março de 2017, 6ª Turma do Superior Tribunal de Justiça (STJ) julgou o mérito do pedido de prisão. Por unanimidade, a turma seguiu o voto do ministro Nefi Cordeiro e negou o pedido de liberdade dos policiais.
Em julho de 2016, determinou a soltura de Carlos Augusto de Almeida Ramos (Carlinhos Cachoeira), Fernando Cavendish da Delta, Adir Assad e Cláudio Abreu, presos na Operação Saqueador, acusados de integrar um esquema que envolveu 18 empresas de fachada para lavar mais de 370 milhões de reais de dinheiro público.
Em outubro de 2016, o ministro Nefi Cordeiro negou liminar em habeas corpus ao lobista José Ricardo da Silva, investigado na Operação Zelotes, mantendo-o preso. A decisão foi depois mantida pela Sexta Turma do STJ.
Em Abril de 2018 revogou todas as medidas cautelares contra o terrorista italiano, Cesare Battisti. Essa medida o ajudou a fugir para outro país. Mas policiais e Juízes ajudaram para que ele fosse extraditado e agora, cumpre sua pena perpétua numa penitenciária Italiana.
Em novembro de 2019, destacou-se por ter concedido habeas corpus para o empresário Fábio Alonso de Carvalho que atropelou e matou em seu veículo de luxo a diarista Audenilce Bernardina dos Santos, de 65 anos na cidade de São Paulo. O Ministro do STJ concedeu o recurso pois considerou a prisão do empresário desproporcional. O empresário também atropelou e matou o motociclista Aroldo Pereira de Oliveira no ano de 2014, também em São Paulo.